# Carlos Miguel dos Santos Pereira
Carlos Miguel dos Santos Pereira (9 de octubre de 1998), conocido como Carlos Miguel, es un futbolista brasileño que juega como portero en la S. E. Palmeiras del Campeonato Brasileño de Serie A.

## Trayectoria

### Internacional
Carlos Miguel comenzó su carrera en Flamengo antes de unirse a la base juvenil de Internacional en 2016. El 9 de diciembre de 2019, fue cedido a Santa Cruz para jugar la temporada.
Dejó Santa Cruz el 8 de octubre de 2020, después de no poder hacer una sola aparición, y se mudó a Boa Esporte también en un acuerdo temporal el 20 de enero de 2021. Hizo su debut absoluto el 12 de marzo, comenzando con una victoria en casa por 2-1 sobre Coimbra por el Campeonato Mineiro.
Regresó al Internacional en abril de 2021, después de ocho apariciones con Boa Esporte, pero rescindió su contrato con el club el 11 de agosto.

### Corinthians
El 27 de agosto de 2021, Carlos Miguel firmó un contrato con el Corinthians hasta diciembre de 2023. En el timaõ llegó como tercera opción detrás de Cássio y Matheus Donelli. Hizo su debut en el primer equipo, y en la Série A brasileña el 24 de julio de 2022, jugando los 90 minutos completos en una victoria por 2-1 sobre Atlético Mineiro.

## Clubes
Actualizado al último partido disputado el 19 de agosto de 2025.
| Club                      | País       | Año       | Partidos |
| ------------------------- | ---------- | --------- | -------- |
| S. C. Internacional       | Brasil     | 2018-2021 | 0        |
| Santa Cruz F. C. (cedido) | Brasil     | 2020      | 0        |
| Boa Esporte (cedido)      | Brasil     | 2021      | 8        |
| S. C. Corinthians         | Brasil     | 2021-2024 | 25       |
| Nottingham Forest F. C.   | Inglaterra | 2024-2025 | 3        |
| S. E. Palmeiras           | Brasil     | 2025-     |          |